# Marie François Sadi Carnot
Marie François Sadi Carnot (Limoges, 11 de agosto de 1837 – Lyon, 25 de junho de 1894) foi um engenheiro e político francês que serviu como o 5.º Presidente da França e Co-Príncipe de Andorra de 1887 até seu assassinato.

## Vida
Originário de família conhecida, Carnot, foi filho de Lazare Hippolyte Carnot, neto de Lazare Carnot (le Grand Carnot), sobrinho do outro Sadi Carnot, irmão de Adolphe Carnot e pai de Ernest Carnot.

## Presidência
Quando os escândalos de Daniel Wilson ocasionaram a queda de Jules Grévy em dezembro de 1887, a reputação de integridade de Carnot fez dele um candidato à presidência, e ele obteve o apoio de Georges Clemenceau e muitos outros, de modo que foi eleito por 616 votos em 827 — ele assumiu o cargo em um período crítico, quando a república foi quase abertamente atacada pelo general Boulanger.

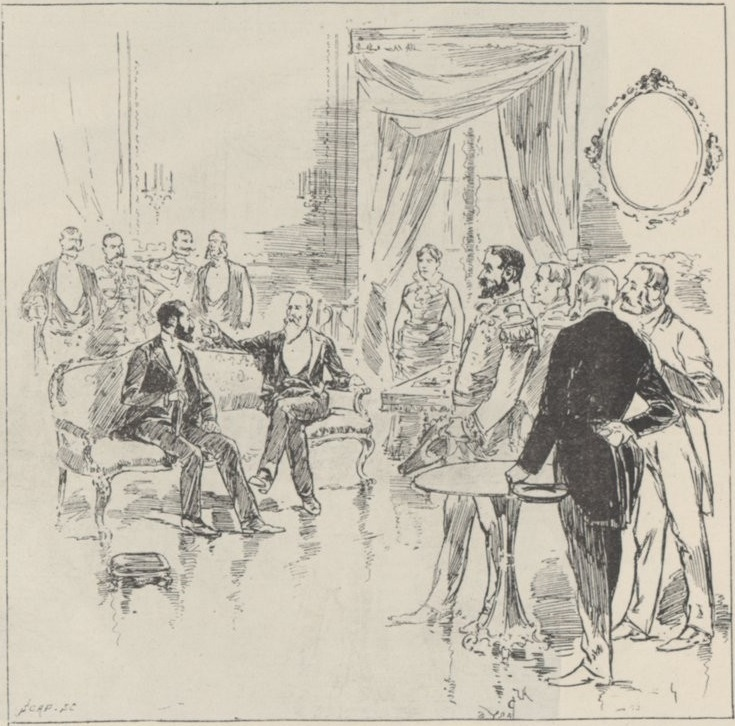
Visita do Presidente Carnot ao Imperador do Brasil (Le Monde Illustré, n.º 1.635, 28/07/1888).

Entre 1887 e 1889, o governo teve de enfrentar o Episódio Boulanger, ascensão política de um general suspeito de conspiração. Perseguido, Boulanger exilou-se na Bélgica.
A parte ostensiva de Carnot durante essa agitação limitou-se a aumentar sua popularidade por aparições oportunas em ocasiões públicas, que ganharam crédito para a presidência e a república. Quando, no início de 1889, Boulanger foi finalmente levado ao exílio, coube a Carnot aparecer como chefe de Estado em duas ocasiões de especial interesse, a celebração do centenário da Revolução Francesa em 1889 e a abertura da Exposição de Paris no mesmo ano. O sucesso de ambos foi considerado como uma ratificação popular da república e, embora continuamente assediado pela formação e dissolução de ministérios efêmeros, por surtos socialistas e pelo início do antisemitismo, Carnot teve uma crise séria a superar, os escândalos do Panamá de 1892, que, se prejudicaram muito o prestígio do estado, aumentaram o respeito sentido por seu chefe, contra cuja integridade ninguém poderia dizer uma palavra.
Carnot era a favor da Aliança Franco-Russa e recebeu a Ordem de Santo André de Alexandre III.

## Assassinato
Carnot estava atingindo o auge de sua popularidade quando, em 24 de junho de 1894, após fazer um discurso em um banquete público em Lyon no qual parecia insinuar que não buscaria a reeleição, foi esfaqueado por um anarquista italiano chamado Sante Geronimo Caserio. Carnot morreu pouco depois da meia-noite de 25 de junho. O esfaqueamento despertou horror e pesar generalizados, e o presidente foi homenageado com uma elaborada cerimônia fúnebre no Panteão de Paris em 1.º de julho de 1894, onde foi sepultado junto ao túmulo de seu avô Lazare Carnot, sendo o primeiro e único Presidente da República Francesa sepultado nesse edifício.
Caserio chamou o assassinato de ato político e foi executado em 16 de agosto de 1894.